# Song Rinpoche

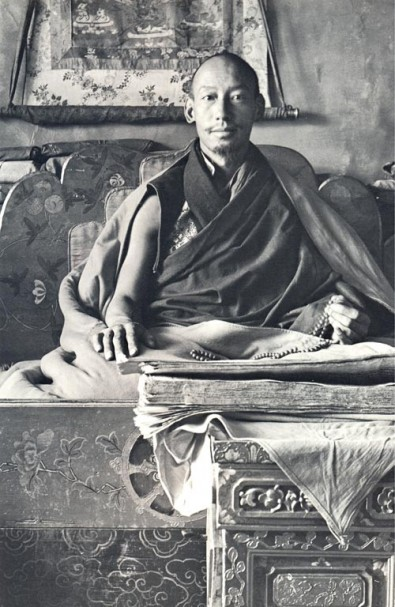
Song Rinpoche in Tibet

Song Rinpoche (geb. 1905 in Mangsang (tib. mang sang) in Kham; gest. 15. November 1984 in Mundgod) bzw. 
Kyabje Zong Rinpoche war ein als Wiedergeburt von Songtrül Tenpa Chöphel (zong sprul brtan pa chos 'phel; 1836–1899) anerkannter Lama der Gelug-Schule des tibetischen Buddhismus, der sich als Philosoph erwiesen hat und unter anderem im Westen lehrte. Er war ein angesehener Cö (Chöd) -Meister. Er wurde in Tibet geboren und flüchtete nach der chinesischen Invasion nach Indien. Er wurde vom 13. Dalai Lama zum Mönch ordiniert. Er war Abt des Ganden-Shartse-Klosters. Das Ganden Shartse-Kloster in Tibet bzw. Shartse-Kolleg (Shartse Dratshang) wurde später in Mundgod, Nord-Karnataka, wiedererrichtet.
1967 ernannte ihn der 14. Dalai Lama zum ersten Rektor der neu errichteten Zentraluniversität für Tibetstudien in Varanasi.
Seine Wiedergeburt unterrichtet unter anderem am Tibethaus in Frankfurt am Main.